# Isolaverde
Isolaverde è una località turistica affacciata sul mar Adriatico a sud del comune di Chioggia e sorta negli anni Sessanta sull’isola denominata, da fine ‘800, Isola del Bacucco. Questo toponimo è attualmente in disuso: per consuetudine tutto il territorio dell'isola è oggi comunemente chiamato Isolaverde.
L’isola è delimitata dalle foci del Brenta-Bacchiglione a nord, dell'Adige a sud e dal canale Adigetto (o Bacucco-Brenton) a ovest.
Il litorale è costituito da una spiaggia di sabbia lunga 3 km fiancheggiata da dune che conservano tuttora le caratteristiche peculiari di flora e fauna (per questo dichiarate area protetta).
In origine scarsamente abitata (i primi insediamenti di cui rimane traccia, i tipici "casoni", risalgono alla seconda metà dell'Ottocento), l'isola era prevalentemente deputata fino agli anni Sessanta alle coltivazioni di ortaggi e alla caccia.
Proprio su questo territorio, 100 anni fa, iniziò la produzione del Radicchio di Chioggia Igp con i suoi caratteristici cespi chiusi a palla perché maggiormente inaccessibili alle intrusioni di sabbia sollevata dai venti marini.
A seguito dello sviluppo turistico di Sottomarina anche la parte di isola prospiciente la spiaggia cominciò ad orientarsi al turismo con la progressiva costruzione di residence, campeggi, stabilimenti balneari e l'apertura di attività commerciali, molto importanti per l'economia locale.
Il resto dell'isola, attraversato da sentieri naturalistici, viene tuttora destinato alla coltivazione.
Sulla parte di spiaggia a nord di Isolaverde sono state girate alcune scene di We Are Who We Are, miniserie televisiva italo-statunitense del 2020 diretta da Luca Guadagnino.

## Il servizio di trasporto urbano
Il servizio è garantito da ACTV, le linee automobilistiche che coprono l'area urbana sono:
| 5    | Isola dell'Unione - Viale Mediterraneo - Brondolo - Ca' Lino - Isola Verde (e viceversa) |  |
| Note |                                                                                          |  |